# 博尔哈·巴斯顿
博尔哈·冈萨雷斯·托马斯（Borja González Tomás，1992年8月25日—），也被昵称为博尔哈·巴斯顿（Borja Bastón), 是一名西班牙足球运动员，現效力于西乙球隊格蘭納達。

## 个人经历
1992年8月25日，博尔哈·冈萨雷斯生于西班牙首都马德里。有趣的是，博尔哈的父亲，米格尔·冈萨雷斯·巴斯顿（Miguel González Bastón）也是一名足球运动员，在场上担任门将。
2001年起，博尔哈便接受了青训体系的培养，2009年正式进球队入梯队。在2009–10赛季，博尔哈为马竞B队射入12球。博尔哈的表现得到西班牙各级别青年队教练组的注意，他先后入选西班牙多级别青年队，并代表西班牙U19获得了2011年歐洲U-19足球錦標賽的冠军。
博尔哈随后并未能在马德里竞技一线队站稳脚跟，他曾于比赛中受重伤，随后便开始离队租借生涯，先后为穆尔西亚和韦斯卡效力。2013年，博尔哈租借加盟拉科鲁尼亚，为期两年。在球队的第一个赛季，博尔哈在34场比赛中射入10球。